# 結婚しなさい
結婚しなさい（けっこんしなさい）は、ソクラテスによって残された言葉。

## 概要
結婚をするべきかを問われたソクラテスによって残された言葉が、結婚しなさいであった。このように答えた理由というのは、良妻を持てば幸福になれるし、悪妻を持てば哲学者になれるからとのことであった。
ソクラテスの妻というのは気性が荒く、世界3大悪妻の1人として数えられているほどの人物である。ソクラテスが哲学に没頭しているのに対して1日中小言を言ったり怒鳴ったりしていた。このような結婚生活からでも学ぶことは多いために、弟子たちには結婚しなさいと言っていたのであった。そして結婚生活のことを、水車の回る音も聞きなれれば苦にならないとも言っていた。
フリードリヒ・ニーチェがソクラテスの妻がソクラテスを哲学者にしたことについて述べている。それによるとソクラテスの妻は悪妻であったのだが、このことをソクラテスは自分の必要としたような妻を見つけたとしていた。ソクラテスの妻はソクラテスを家も家庭も住みにくく居心地悪くすることで、ソクラテスを独自の天職へと深く追い込んで行ったとしていた。そして妻はソクラテスに、街頭や人が喋ったりぶらぶらしていられるところで暮らすことを教えることで、ソクラテスをアテナイ最大の街頭弁証家に仕上げたとしていた。
土屋賢二はソクラテスのこの言葉について論じている。土屋は多くの男性はソクラテスのこの言葉を聞けば良妻と結婚すれば良いと思うだろうとしているものの、これに対して土屋は良妻とは妄想の産物であり、良妻はこの世には存在しないとしている。悪妻を持った哲学者というのが二重苦になるとのことで、哲学者ではない普通の男性が結婚していたならば哲学者が結婚していた場合よりも軽度の不幸に耐えるのみとしている。そして土屋もソクラテスと同様に結婚しなさいとしており、その理由は結婚をすることで苦労や苦悩や屈辱や絶望などの人生の重要な半分を知ることができるからとする。土屋は安楽なだけの人生は波乱のないドラマのようなもので、そんなドラマを観て面白いのかとしている。結婚をすることで障害を乗り越える喜びや、乗り越えられない悔しさや、妻が外出したときの束の間の開放感など人生を悔いなく味わい尽くせるために結婚しなさいとする。